# David Brabender
David Wayne Brabender Pascual es un exjugador de baloncesto español que ocupaba la posición de base (Madrid, Comunidad de Madrid, España, 22 de octubre de 1970). Es hijo del legendario jugador del Real Madrid Wayne Brabender.

## Trayectoria
Se forma en la cantera del Real Madrid y en el Colegio Estudio. Debuta como profesional en el CB Collado Villalba en la temporada 1989-1990, después de un año sin jugar por terminar sus estudios, vuelve a la temporada siguiente al CB Collado Villalba. Su siguiente equipo sería el CB Guadalajara, equipo vinculado por entonces al Real Madrid, lo que le permite debutar con el primer equipo merengue. Sus siguientes equipos sería el Cáceres Club Baloncesto, y el CB Valladolid, equipo en el que coincide con su padre Wayne Brabender. Sus dos últimos equipos serían el Baloncesto Fuenlabrada, donde juega un año y el CB Gran Canaria, equipo en el que juega durante 4 años y en el que se retira. En 12 temporadas en ACB promedió 4,9 puntos y 2,1 asistencias.

## Equipos
- Cantera del Colegio 'Estudio' de Madrid
- Real Madrid. Categorías inferiores
- 1989-90   ACB. BBV Villalba
- 1990-91   No juega por estar terminando sus estudios
- 1991-92   ACB. CB Collado Villalba
- 1992-93   Primera División. CB Guadalajara (Equipo vinculado al Real Madrid)
- 1992-93   ACB. Real Madrid (Juega algún partido con el primer equipo)
- 1993-95   ACB. Cáceres C.B.
- 1995-98   ACB. Fórum Filatélico Valladolid
- 1998-99   ACB. Baloncesto Fuenlabrada
- 1999-03   ACB. CB Gran Canaria